# VEI-skalan
VEI-skalan (av engelskans Volcanic Explosivity Index, vulkanexplosivitetsindex) är ett index som anger styrkan hos vulkanutbrott. Skalan går från 0 till 8 där vulkaner som ligger på 8 på skalan klassas som supervulkan. Det som mäts är volymen pyroklastiskt material (såsom aska), höjden på askplymen och längden på intrvallet mellan utbrott. VEI-skalan utarbetades 1982 av Chris Newhall vid United States Geological Survey och Stephen Self vid University of Hawaii at Manoa.
| Nivå | Utkastat material   | Rökmolnets höjd | Beskrivning    | Intervall               | Exempel                                                           |
| ---- | ------------------- | --------------- | -------------- | ----------------------- | ----------------------------------------------------------------- |
| 0    | 1 000–10 000 m³     | under 100 m     | icke-explosiv  | dagligen                | Mauna Loa                                                         |
| 1    | 10 000–100 000 m³   | 100–1 000 m     | mild           | dagligen                | Stromboli                                                         |
| 2    | 100 000–1000 000 m³ | 1–5 km          | explosiv       | varje vecka             | Galeras (1993)                                                    |
| 3    | 1–100 milj. m³      | 3–15 km         | svår           | varje år                | Korjakskij (1956)                                                 |
| 4    | 100–1 000 milj. m³  | 10–25 km        | kataklysmisk   | mer än vart 10:e år     | Eyjafjallajökull (2010) Soufrière Hills (1995)                    |
| 5    | 1–10 km³            | över 25 km      | paroxysmal     | mer än var 50:e år      | Mount St. Helens (1980) Vesuvius (79 e.Kr.)                       |
| 6    | 10–100 km³          | över 25 km      | kolossal       | mer än vart 100:e år    | Pinatubo (1991) Laki (1783) Krakatau (1883)                       |
| 7    | 100–1 000 km³       | över 25 km      | super-kolossal | mer än vart 1 000:e år  | Tambora (1815) Thera (1625 f.Kr)                                  |
| 8    | 1 000–10 000 km³    | över 25 km      | apokalyptisk   | mer än vart 10 000:e år | Toba (73 000 år sedan) La Garita Caldera (27,8 miljoner år sedan) |

## Jämför med
- Richterskalan